# Lúcio Volúsio Meciano
Lúcio Volúsio Meciano (em latim: Lucius Volusius Maecianus; 110 - 175) foi um jurista romano, mestre em direito do imperador romano Marco Aurélio. Ele era prefeito da província de Aegyptus, cuja capital era cidade de Alexandria. Ele foi autor de várias obras sobre direito e sobre leis relativas a assuntos marítimos em Rodes. Seu tratado sobre divisões numéricas, pesos e medidas sobreviveu até hoje, com a exceção de uma parte final.